# Strontiumborid
Strontiumborid ist eine bei Raumtemperatur dunkelrot bis schwarz erscheinende, kristalline Verbindung der Elemente Strontium und Bor. Es ist eine sehr stabile Verbindung mit einem Schmelzpunkt von 2235 °C, die sogar in der Lage ist, Quarz zu zerkratzen.

## Darstellung
Strontiumborid kann durch die Reaktion von Strontiumcarbonat mit Borcarbid und elementarem Kohlenstoff im Vakuumofen entstehen.
Alternativ lässt es durch Synthese von Strontiumborat, Aluminium und Kohlenstoff in einem elektrischen Ofen darstellen.

## Eigenschaften
Die Verbindung ist ungiftig, jedoch reizend, weswegen Kontakt mit Augen, Haut und Atmungsorganen vermieden werden sollte. 
Strontiumborid zeigt bei niedrigen Temperaturen wie einige andere Erdalkalimetalle einen schwachen Ferromagnetismus. Quellen sind hierbei bislang zu keiner einheitlichen These gekommen, weswegen zwei gängige existieren. Eine Vermutung ist, dass Verunreinigungen bzw. Anomalien in der Kristallstruktur dafür verantwortlich sind.
Ebenfalls weist das Material bei niedrigen Temperaturen Halbleitereigenschaften auf.

## Verwendung
Strontiumborid wird als Isolator und als Material für Regelstäbe genutzt.